# Eva Schindler-Rainman
Eva Mirjam Schindler-Rainman (geboren als Eva Schiff 26. März 1925 in Köln; gestorben 27. Juli 1994 in Reno (Nevada)) war eine US-amerikanische Sozialpädagogin.

## Leben
Eva Schiff war eine Tochter des aus Metz stammenden Arztes Hans Schiff und der Ärztin Alice Goldstein. Sie hatte einen Bruder. Schiff wuchs in Köln auf und floh 1936 mit ihrer Familie in die USA. Sie engagierte sich als Jugendliche und junge Frau in der Jugendarbeit. Schiff heiratete 1945 den aus Deutschland emigrierten Ingenieur Richard Schindler, die Ehe wurde 1951 geschieden, sie hatten einen Sohn, und heiratete 1958 den Ingenieur Joseph Rainman, auch diese Ehe wurde 1968 geschieden. Sie lebte in Los Angeles.
Schindler begann 1947 das Studium an der University of California, Los Angeles (UCLA) und machte 1949 einen B.A. an der University of California, Berkeley. Von 1950 bis 1954 war sie Ausbildungsleiterin und Personalleiterin bei den Girl Scouts of the USA. In der Folge arbeitete sie in verschiedenen Institutionen in der Jugend- und Erwachsenenbildung, als Universitätsdozentin und in der Jugendsozialarbeit und erhielt Stipendien zur Weiterbildung und Forschung. So war sie an der University School of California, an der University of Southern California, beim Los Angeles City Council, bei den Campfire Girls beschäftigt. 1962 wurde sie mit einer Dissertation über Community Organization an der University of Southern California promoviert. Schindler-Rainman schrieb, zum Teil zusammen mit Ronald Lippitt, Beiträge und Handbücher zur Freiwilligenarbeit und zur Arbeit in Gruppen.

## Schriften (Auswahl)
- Community Organization : Selected Aspects of Practice Work. Dissertation. University of Southern California, 1962
- Concepts, goals, strategies, skills for community change: a team training program. 1970
- Eva Schindler-Rainman; Ronald Lippitt: The volunteer community : creative use of human resources. Washington : Center for a Voluntary Society, 1971
- Eva Schindler-Rainman; Ronald Lippitt: Team training for community change: concepts, goals, strategies and skills : a report of a program. Riverside, Calif. : Univ. of California, 1973
- Eva Schindler-Rainman; Ronald Lippitt: The educational community : building the climate for collaboration. Pittsburgh : Allegheny Intermediate Unit, 1976
- Eva Schindler-Rainman; Ronald Lippitt: Building the collaborative community : mobilizing citizens for action. Riverside, CA : University of California Extension, 1980
- Transitioning : Strategies for the volunteer world. Vancouver, B.C. : Voluntary Action Resource Centre, 1981
- Eva Schindler-Rainman, Jack Cole: Taking your meetings out of the doldrums. San Diego, Calif. : University Associates, 1988